# Колодне (Тячівський район)
Коло́дне —  село в Україні, у Закарпатській області, Тячівському районі. Входить до складу Углянської сільської громади.
Згадки: 1389: Darva, 1398: Darwa, 1411: Darwa, 1588: Darua, 1725: Darva, r. Kolodna, 1773: Darva, Kolodna, 1808: Darva, Kolodna, 1828: Darva, Kolodnoje, 1838: Darva, 1851: Darva, 1877: Darva, Kolodnoje, 1913: Darva, 1925: Kolodnoje, 1930: Kolodné, 1944: Darva, Колодное, 1983: Колодне, Колодное.

## Історія села Колодне
Село Колодне розташоване у західній частині Тячівського району на висоті близько 135 метрів над рівнем моря. Воно розкинулось на лівому березі річки Теребля. Село розташоване за 28 кілометрів від районного центру і за 21 кілометр від залізничної станції Буштино. Через село протікає невеличка річка Одаровець. Територія села займає площу 255 га. Населення понад 2200 осіб.
Після однієї з битв між угорцями і монголо–татарами перші зазнали певних втрат і почали відступати. Їх переслідував переважаючий загін монголо–татар. Один місцевий житель з числа русинів підказав їм, щоб вони перекували підкови на конях в зворотному напрямку. Вони так і зробили, таким чином врятувалися. За це угорський король подарував цій людині землі, де розташоване тепер село, і дав йому ґаздівський титул «Нямиш». У цієї людини (як звали її не пам’ятає ніхто) було 9 синів, які взяли собі дівчат з навколишніх сіл, і від них пішли всі родини села,що носять прізвище Немеш. Ця людина була непоганим майстром і виготовляла взуття. Поселився він на лівому березі річки Одарова. Якраз тоді посеред річки було велике плесо. Це місце називали  «дно». І коли з навколишніх сіл хто – небудь йшов виготовляти взуття до Немеша, який тут проживав, пересічного направляли – «він живе коло дна». Слово «коло» на місцевому діалекті означає «біля». І так з часом виникла назва Колодно, а вже пізніше – Колодне.
Перші поселенці будували будинки на лівому березі річки Одаровець, теперішнє урочище Піддуброва. Першим заняттям наших предків були лісорозробні роботи, а пізніше почали займатися землеробством, тваринництвом та бджільництвом. Земля і тваринництво були головними засобами виробництва. Звичайно, коли виникло село Колодне, то появився у ньому і його власник. За переказами угорський землевласник передав його  угорській сім’ї Дарваїв. Село почали називати Дарвай – фоло, що в перекладі з угорської на українську мову означає село Дарвая. Колодне - древнє гніздо родини Дарваї. Родоначальником родини був Стоян, син якого Іван був батьком для родин Дарваїв, Кричфалуші та Стойка. Син Стояна Іоанн отримав в подарунок в 1397 році село Колодне.
А в 1411 році Сандрінт, Стойка і Тамаш мали у володінні Колодне та Кричово.Недалеко від нашого села (за 30 км) біля села Колочави знаходить полонина Дарвайка. Про неї згадує і чеський письменник Іван Ольбрахт у своєму творі «Микола Шугай – розбійник». Це ще один доказ того, що на цій території управляла знатна угорська родина Дарваїв. Віросповідували наші предки християнську віру, мали свою культуру, звичаї,традиції, які утримались досьогодні.

## Церква св. Юрія. 1993.
Дерев’яну церкву, споруджену 1924 р. (за іншими даними – 1928 p.), розібрали.
З 1990 до 1993 р. на кошти вірників збудували нову муровану церкву. Організував спорудження протоієрей Василь Барна, а головним майстром був місцевий мешканець Іван Сливка.
Іконостас доробляв різьбяр із Сускова А. Горнодь. Ікони намалював місцевий художник Василь Романюк. Біля церкви в 1994 – 1996 роках збудували велику муровану дзвіницю. Нині оздобленням інтер’єру займається Вадим Мордвінов з Чернівців. Дзвони відлито в Ужгороді в 1924 р. на замовлення православної громади.
Однією з найпоширеніших галузей ремесла була деревообробна. З дерева виготовляли все найнеобхідніше для свого господарства: ложки, відра, миски, стільці, ліжка, вози, сани. Поширений був і шкіряний промисел. З шкіри шили взуття, шуби.
В усіх сім’ях поширеним було ткацтво, прядіння, плетіння, вишивання. Весь одяг, який носили наші односельці, виготовляли самі від посіяних конопель до пошиття одягу.
Основна частина нашого села знаходиться на рівнині, а точніше в передгір’ї. Одну третину території займають гори, які вкриті дубовим, буковим і грабовим лісом.

## Церква святого Миколи Чудотворця
В Колодному розташована одна з найстаріших в Європі пам'яток дерев'яного зодчества — Церква святого Миколи Чудотворця, що була первісно збудована 1470 року. Пам'ятка архітектури всеукраїнського значення. Найдревніший і один з найцікавіших дерев'яних храмів України.

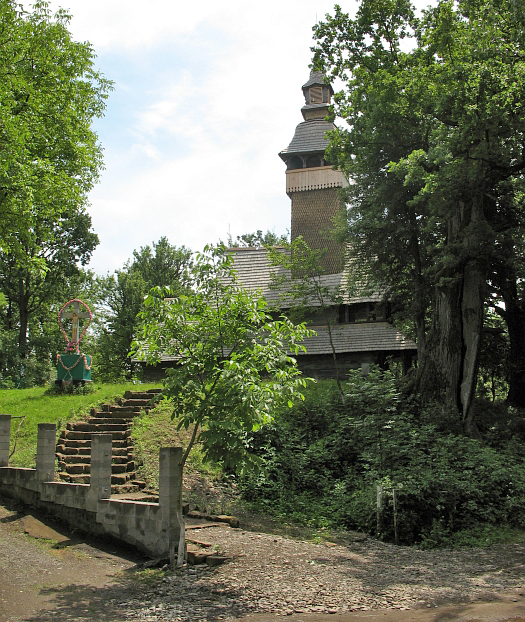
Вид на церкву з боку вулиці

Михайло Сирохман так писав про історію і архітектуру храму :
| Церква Св. Миколи Чудотворця належить до найдавніших пам'яток дерев'яного церковного будівництва України. Збудували її в урочищі Одарів і пізніше перенесли на теперішнє місце. Храм зберігає певні риси, властиві оборонним спорудам. Його гордий, суворий силует в оточенні старезних дубів свідчить про високу майстерність народних будівничих у роботі з таким складним матеріалом як дуб. Найдавніші частини — зрубні стіни — збудовано в XV сторіччі (фігурує 1470 рік) з колод завдовжки 12 метрів на кам'яному фундаменті, складеному насухо. Зруби надбудовано у XVI сторіччі. У XVII або у другій половині XVIII сторіччя перебудовано вежу, яку вкрило вибагливо пророблене двоярусне барокове завершення, а також прибудовано галерею над бабинцем та ґанок на різьблених стовпчиках. |
Церква стоїть на невеликому пагорбі в центрі села біля перехрестя головної вулиці й гірського потічка, що оперезує західну межу церковного подвір’я.
Цей, один з найдавніших дерев’яних храмів України споруджено в урочищі Одарів у 1470 р. і незабаром перенесено до нинішнього місця. Подальші перебудови, на думку дослідників, виконувались у XVI та XVIII ст., оновлення іконостаса – в 1737 р, а розмалювання нави – наприкінці XVIII ст. Існує й дещо інша версія, згідно з якою церква св. Миколи була головною церквою православного монастиря, колись розташованого на околиці села. Там вона простояла 330 років і в 1800 р. була перенесена на сучасне місце.
Тридільна двозрубна основа храму, виконана з грубих дубових плах і поставлена на муровані фундаменти, збереглась до рівня первісних зрубин, тобто до перекриття вівтаря і залому нави та бабинця. Довжина колод (близько 12 м) дала змогу зрубати п’ятистінок нави й бабинця однакової ширини. До нави був прирубаний вужчий прямокутний у плані вівтар. П’ятистінок перекрито стрімким шпилястим дахом, вівтар – дещо нижчим. Кути гребенів даху завершено сигнатурками (нині втрачені). План церкви розбито в гармонійних співвідношеннях, виходячи з діагоналі квадрата. Висотні розміри виведено з плану: висота храму до основ хрестів п’ятистінка дорівнює його довжині, а висота до основи хреста вівтаря – половині загальної довжини церкви.
У XVI ст. внаслідок добудови основного об’єму нава стала двоярусною. У 70-х роках XVIII ст. бабинець набув завершення у вигляді вежі з ренесансним верхом і до нього було добудовано двоярусну галерею.
Незважаючи на багатоетапність формування, церква вражає монументальністю й гармонійністю. Цьому сприяють єдиний для всієї споруди матеріал (деревина), злагоджена динамічна композиція та контраст між великими простими площинами укритих лемехом дахів, стін вежі і зрубів та вибагливими формами різьблених аркад бабинця, верху вежі й мережива підсябиття.
Композиція храму ґрунтується на динамічному наростанні об’ємів від короткого невисокого вівтаря до розчленованого широким піддашшям двоярусного основного зрубу та до домінанти споруди – високої стрункої каркасної вежі, врізаної в дах над бабинцем. У рівні заломів 2-го ярусу п’ятистінка на випусках зрубин кріпиться піддашшя, що переходить у дах вівтаря. З заходу піддашшя спирається на аркаду з різьбленими стовпчиками й підкосами. Над піддашшям звис даху підтримується 2-м ярусом різьблених стовпів галереї. У могутніх іззовні відкритих зрубах стін прорубані маленькі віконечка: по одному – в 1-му, по двоє – в 2-му ярусі нави, одне – з півдня в бабинці, по одному – в трьох стінах вівтаря. Південне й східне вікна вівтаря – первісні, нерозтесані.
Інтер’єр храму простий і небагатомовний: між бабинцем і навою – прямокутний отвір; над навою і вівтарем – коробові склепіння, а над бабинцем – плоске перекриття; маленькі хори біля західної стіни нави; вздовж стін – лави. Головним змістовим та емоційним наповненням інтер’єру є малювання та стінах і стелях нави та вівтаря, а також позолочений різьблений іконостас із живописом, який поновлювався в 1737 р. майстром з Хуста. Нава, за припущенням дослідників, розмальована в кінці XVIII ст. під керівництвом досвідченого майстра Антоні Вали.
Пам’ятка реставрувалася в 1970-1971 рр. (митці – О.Єрко, Р.Юсим, М.Сліпченко).
Миколаївська церква в с. Колодному має велику історико-архітектурну цінність як одна з найдавніших пам’яток народної архітектури, на прикладі якої простежується еволюція храмового будівництва протягом чотирьох століть. Крім того, вона є дорогоцінною пам’яткою монументального й декоративно-ужиткового мистецтва, рідкісний взірець збереженого настінного малярства 17-18 ст.
Впродовж 2007-2008 років занепала церква була реставрована завдяки гранту, наданому посольством США в Україні. У церкви замінили дах, закрили аркаду на дзвіниці сіткою від птахів, поремонтували двері, дерев'яними кілками позатикали всі отвори і щілини в зрубах.
Докладніше: Церква святого Миколая Чудотворця

## Виноски
1. ↑  Архівована копія. Архів оригіналу за 29 червня 2020. Процитовано 1 жовтня 2009.{{cite web}}:  Обслуговування CS1: Сторінки з текстом «archived copy» як значення параметру title (посилання)

## Туристичні місця
- храм св. Юрія. 1993.
- храм святого Миколи Чудотворця, що була первісно збудована 1470 року.

## Література

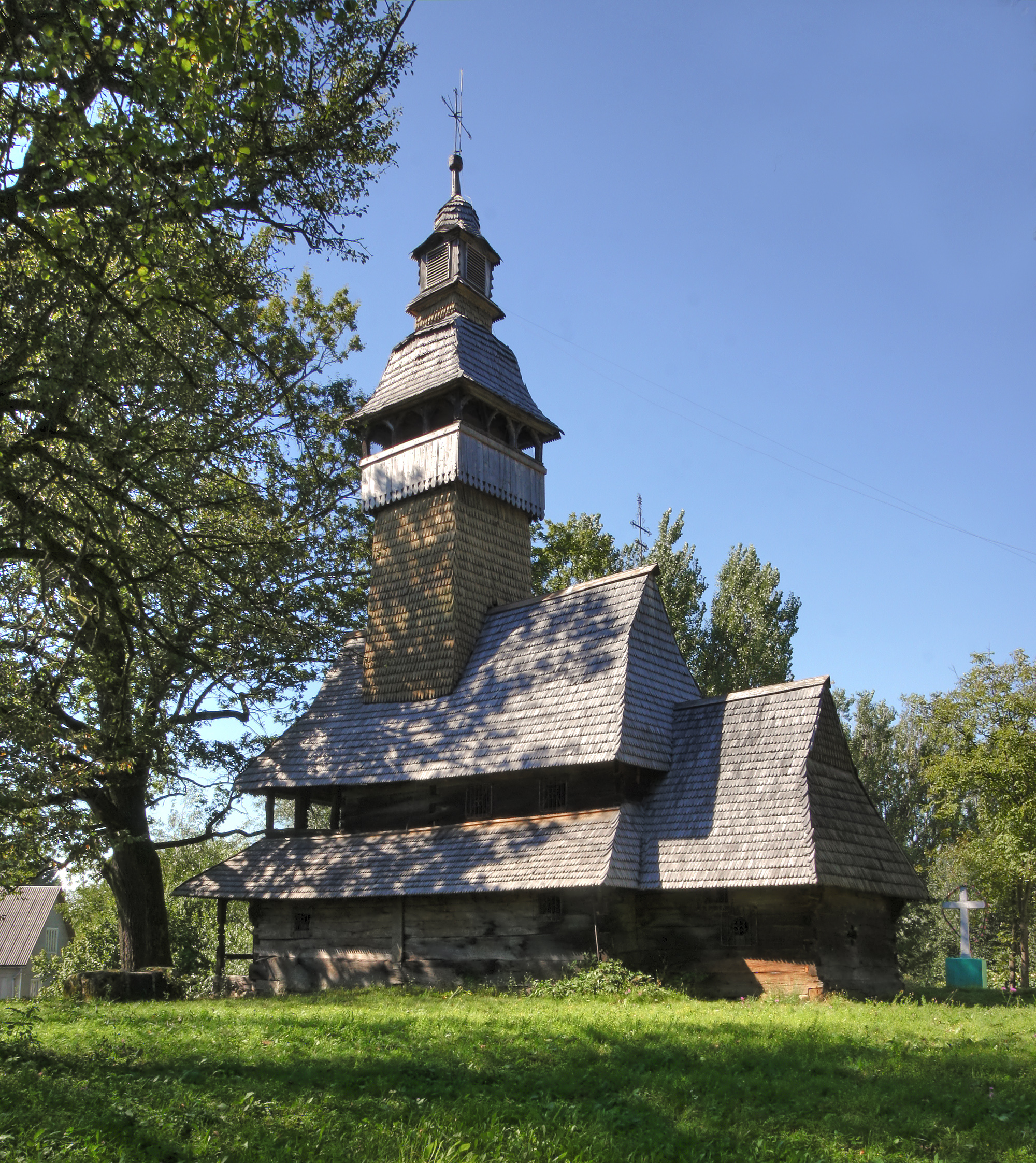